# دهستان نیسان
دهستان نیسان نام دهستانی در بخش نیسان شهرستان هویزه، استان خوزستان در ایران است. براساس سرشماری مرکز آمار ایران در سال ۱۳۸۵، جمعیت آن ۱۶۹۹ نفر (۲۱۶ خانوار) بوده‌است.